# 이진희 (역사가)
이진희(李進熙, 1929년~2012년 4월 15일)는 대한민국의 역사가이다. 도쿄 와코 대학 명예교수이며, 주분야는 고고학, 고대사, 한일관계사이다.
자서로는 江戸時代の朝鮮通信使 1992,講談社学術文庫

## 생애
경상남도에서 태어났다. 1948년 이바라키현 미토시 초등학교의 임시 교사, 학교가 폐쇄된 뒤 1950년 메이지대학 입학, 1957년 동 대학원 석사과정 수료. 1961년 조선대학교 (일본) 강사. 1971년 대학 퇴직. 1984년 한국 국적 취득. 1994년 와코대 인문학부 교수. 2003년 3월 정년퇴직. 2012년 폐암으로 사망했다.